# Inter Playa del Carmen
El Club Inter Playa del Carmen es un equipo de fútbol en la ciudad de Playa del Carmen en el estado de Quintana Roo, actualmente participa en la Serie A de la Segunda División de México, y juega en la Unidad Deportiva Ing. Mario Villanueva Madrid.
Mantiene una gran rivalidad con los Pioneros de Cancún al ser del mismo estado y jugar en la misma categoría, más conocido como "Clásico Quintanarroense".

## Historia
La historia de este equipo es corta, se funda en agosto de 1999 por empresarios de la región de Playa del Carmen, y la iniciativa del Presidente Municipal, Lic. Miguel Ramón Martín Azueta. El equipo empezó a jugar en la Tercera División Mexicana, y para el Torneo Clausura 2003 ya era campeón por primera vez bajo el mando del entrenador Narciso "Chicho" Morales y su auxiliar Antonio Herrera. Esto fue que le permitió ascender a la Segunda División Mexicana donde juega actualmente, ahora denominado "Liga Premier".
En 2019 el equipo recuperó sus colores y escudo original con motivo del vigésimo aniversario de su fundación.
Para el Apertura 2021, bajo la administración de la presidenta municipal Mtra. Lili Campos Miranda, el equipo consigue el subcampeonato de la Segunda División Serie A tras caer derrotado ante Alacranes de Durango.
El 13 de marzo de 2023 el equipo consiguió ganar la Copa Conecta, un torneo celebrado entre equipos de la Segunda y Tercera División de México, esto tras derrotar por 0-2 al Club Calor de la Liga Premier Serie B. En el Torneo Clausura 2023 de la Segunda División el Inter Playa consiguió su segundo subcampeonato en la Liga Premier Serie A, tras caer por 4-2 en penales ante el Tampico Madero, luego de haber empatado 4-4 en el global.
En la temporada 2023 de la Liga Nacional se coronó campeón por primera vez en el Sector Amateur de la FMF en la categoría sub-15 en Toluca, Estado de México. 

## Temporadas
| Apertura 2007      | 3.Segunda División | 8° Zona Sur                    |
| Clausura 2008      | 3.Segunda División | 8° Zona Sur                    |
| Apertura 2008      | 3.Segunda LPA      | 10° Zona Sur                   |
| Clausura 2009      | 3.Segunda LPA      | 10° Zona Sur                   |
| Apertura 2009      | 3.Segunda LPA      | Zona I                         |
| Bicentenario 2010  | 3.Segunda LPA      | Zona I                         |
| Independencia 2010 | 3.Segunda LPA      | Grupo II                       |
| Revolución 2011    | 3.Segunda LPA      | Grupo II                       |
| Apertura 2011      | 3.Segunda LPA      | Grupo II                       |
| Clausura 2012      | 3.Segunda LPA      | Grupo II                       |
| Apertura 2012      | 3.Segunda LPA      | Grupo II                       |
| Clausura 2013      | 3.Segunda LPA      | 15° Grupo II                   |
| Apertura 2013      | 3.Segunda LPA      | 9° Grupo II                    |
| Clausura 2014      | 3.Segunda LPA      | 9° Grupo II                    |
| Apertura 2014      | 3.Segunda LPA      | 12° Grupo II                   |
| Clausura 2015      | 3.Segunda LPA      | 1° Grupo II (Cuartos)          |
| Apertura 2015      | 3.Segunda LPA      | 9° Grupo III                   |
| Clausura 2016      | 3.Segunda LPA      | 5° Grupo III                   |
| Apertura 2016      | 3.Segunda LPA      | 7° Grupo III                   |
| Clausura 2017      | 3.Segunda LPA      | 5° Grupo III (Cuartos)         |
| Apertura 2017      | 3.Segunda Serie A  | 7° Grupo II (Cuartos)          |
| Clausura 2018      | 3.Segunda Serie A  | 4° Grupo II (Cuartos)          |
| 2018/2019          | 3.Segunda Serie A  | 7.º Grupo II                   |
| 2019/2020¹         | 3.Segunda Serie A  | 8.º Grupo II                   |
| 2020/2021          | 3.Segunda Serie A  | 2.º Grupo II (Semifinales)     |
| Apertura 2021      | 3.Segunda Serie A  | 2.º Grupo II (Subcampeón)      |
| Clausura 2022      | 3.Segunda Serie A  | 1.º Grupo II (Semifinales)     |
| Apertura 2022      | 3.Segunda Serie A  | 5.º Grupo III                  |
| Clausura 2023      | 3.Segunda Serie A  | 2.º Grupo III (Subcampeón)     |
| 2023/2024          | 3.Segunda Serie A  | 7.º Grupo II (Reclasificación) |
| Apertura 2024      | 3.Segunda Serie A  | 2.º Grupo III (Cuartos)        |
| Clausura 2025      | 3.Segunda Serie A  | 9.º Grupo III                  |

1: Torneo suspendido por pandemia de COVID-19, sin embargo la liga consideró los registros como oficiales y quedaron guardados en las estadísticas.

## Afición

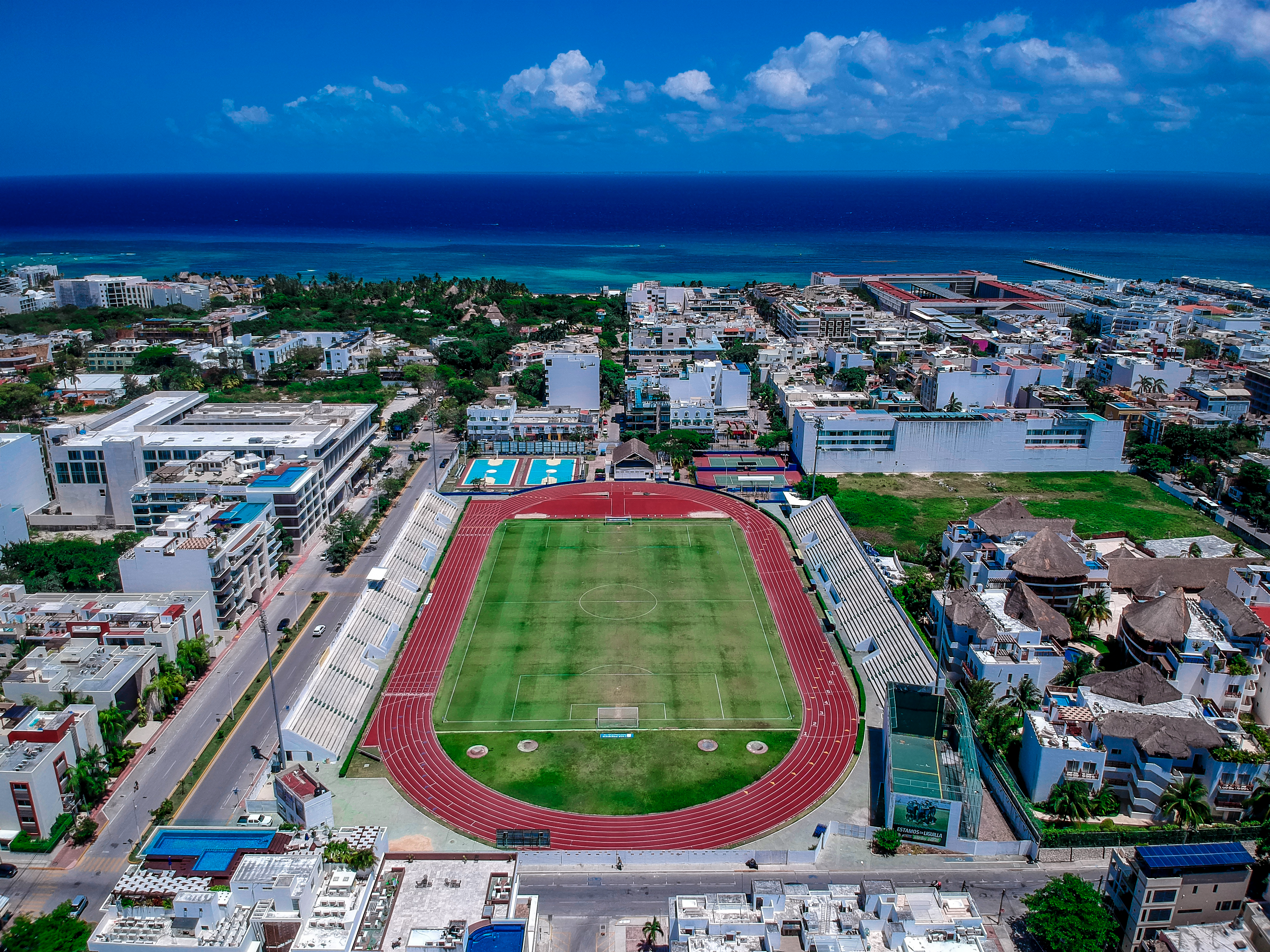
Inter Playa durante un partido de Liga Premier FMF.

El Club Inter Playa del Carmen cuenta con una gran afición llamada "Marea Azul" que asiste a cada partido disputado en el Estadio Ing. Mario Villanueva Madrid.la Marea Azul es comandada desde los inicios del InterPlaya por Juan Lizama alias el COMPA que jornada tras jornada está en las gradas apoyando al equipo de sus amores.

## Palmarés
| Competición nacional   | Títulos       | Subcampeonatos               |
| ---------------------- | ------------- | ---------------------------- |
| Segunda Serie A (0/2)  |               | Apertura 2021, Clausura 2023 |
| Tercera División (1/0) | Clausura 2003 |                              |
| Copa Conecta (1/0)     | 2023          |                              |

## Filial
Inter "B"
| Temporada  | División           | Posición                      |
| ---------- | ------------------ | ----------------------------- |
| 2014/2015  | 5.Tercera División | 4° Grupo I (Treintaidosavos)  |
| 2015/2016  | 5.Tercera División | 9° Grupo I                    |
| 2016/2017  | 5.Tercera División | 2° Grupo I (Treintaidosavos)  |
| 2017/2018  | 5.Tercera División | 5° Grupo I                    |
| 2018/2019  | 5.Tercera División | 2.º Grupo I (Treintaidosavos) |
| 2019/2020¹ | 5.Tercera División | 5.º Grupo I                   |
| 2020/2021  | 5.Tercera División | 3.º Grupo I (Dieciseisavos)   |
| 2021/2022  | 5.Tercera División | 3.º Grupo I (Octavos)         |

1: Torneo suspendido por la pandemia de COVID-19, sin embargo la liga consideró los registros como oficiales y quedaron guardados en las estadísticas.